# Pratola Peligna
Pratola Peligna est une commune de la province de L'Aquila, dans les Abruzzes, en Italie.
Elle ne doit pas être confondue avec Pratola Serra, en Campanie.

## Administration
| Période                                  | Période     | Identité               | Étiquette    | Qualité |
| ---------------------------------------- | ----------- | ---------------------- | ------------ | ------- |
| 28 mai 2002                              | 29 mai 2007 | Corrado Di Bacco       |              |         |
| 29 mai 2007                              | En cours    | Antonio De Crescentiis | Lista Civica |         |
| Les données manquantes sont à compléter. |             |                        |              |         |

### Hameaux
Bagnaturo, Ponte la Torre.

### Communes limitrophes
Raiano, Prezza, Roccacasale, Sulmona, Corfinio, Caramanico Terme et Salle.

### Évolution démographique
La diminution notable de la population dans les années cinquante s'explique par une forte émigration à cette époque. Un des pays vers lequel s'est dirigé un grand nombre d'émigrants a été le Venezuela.
Habitants recensés